# Ladies' Home Journal
Ladies' Home Journal er et amerikansk tidsskrift, der udkom første gang den 16. februar 1883 og senere blev et af de mest førende dameblade i det 20. århundrede i USA. Det bliver i dag udgivet af Meredith Corporation.